# کریم بی‌لی (سالیان)
کریم بی‌لی (به ترکی آذربایجانی: Kərimbəyli) یک منطقه مسکونی در جمهوری آذربایجان است که در شهرستان سالیان واقع شده است. کریم بی‌لی ۱۹۲۱ نفر جمعیت دارد.

## دین
در مسجد جامع کریم بی‌لی به‌نام حضرت ابوالفضل یک هیئت مذهبی وجود دارد.